# Baliosus incertus
Baliosus incertus es un coleóptero de la familia Chrysomelidae.
Fue descrita científicamente por primera vez en 1934 por Pic.